# 2008년 삼성 라이온즈 시즌
2008년 삼성 라이온즈 시즌은 삼성 라이온즈가 KBO 리그에 참가한 27번째 시즌이다. 
선동열 감독이 팀을 이끈 5번째 시즌이며, 진갑용이 주장을 맡았다. 팀은 한화 이글스에 1경기 차로 앞서며 8팀 중 정규시즌 4위에 올라 극적으로 12년 연속으로 포스트시즌에 진출에 성공했다. 
준플레이오프에서 롯데 자이언츠를 3전 3승으로 스윕했으나, 플레이오프에서 두산 베어스를 상대로 2승 4패를 기록하며 탈락하여 최종 순위가 4위로 유지되었다.(한국시리즈에 오르지 못한다면 정규시즌 순위 그대로 최종 순위가 되지 않기 때문이다.) 
전천후 내야수 김재걸이 시즌 막바지 왼쪽 늑골을 다쳐 준플레이오프에 출전하지 못한 데다 권오준 권오원 두 불펜 주축 투수가 팔꿈치 수술(권오준) 오른쪽 어깨 부상(권오원) 때문에 포스트시즌 엔트리에서 제외된 것과 2004년 영입했던 박종호가 2008년 시즌 도중 웨이버 공시된 후 공수 겸비한 2루수 부재에 시달린 것이  우승에 도달하지 못하는 데에 결정적 요인으로 작용했다.

## 타이틀
- 베이징 올림픽 금메달: 조계현(코치), 진갑용, 박진만, 오승환, 권혁
- 베이징 올림픽 대륙별 플레이오프 2위: 조계현(코치), 권혁, 진갑용, 박진만
- KBO 신인상: 최형우
- 일구상 신인상: 최형우
- 제일화재 프로야구대상 최고구원투수상: 오승환
- 제일화재 프로야구대상 프로코치상: 조계현
- 제일화재 프로야구대상 신인상: 최형우
- 스포츠토토 올해의 신인상: 최형우
- 준플레이오프 MVP: 진갑용
- 삼성 PAVV 스포츠조선 프로야구 테마랭킹 포지션별 베스트: 정현욱 (구원투수), 오승환 (마무리투수)
- 스포츠조선 선정 야구 대표팀 포지션별 베스트9: 오승환 (마무리투수), 진갑용 (포수), 박진만 (유격수)
- 스포츠조선 선정 WBC 1차 후보선수 최강멤버: 오승환 (마무리투수), 박진만 (유격수)
- 고대신문 선정 고려대학교 역대 올스타: 진갑용 (포수)
- 올스타전 추천선수: 배영수, 오승환
- 컴투스프로야구 삼성 라이온즈 베스트 라인업: 정현욱 (중계투수)
- 컴투스프로야구 내일은 국가대표 라인업: 권혁 (중계투수)
- 출장(타자): 박석민, 최형우 (126)
- 마무리등판: 오승환 (53)
- 세이브: 오승환 (39)
- 세이브포인트: 오승환 (40)

### 퓨처스리그
- 퓨처스 올스타: 김상수, 박성훈, 모상기, 허승민
- 퓨처스 올스타전 홈런레이스 우승: 모상기
- 3루타: 이영욱 (7)
- 남부리그 홈런: 모상기 (12)
- 남부리그 희생플라이: 모상기 (7)
- 완봉: 이상목 (1)
- 남부리그 마무리등판: 박성훈 (27)

## 선수단
- 선발투수: 윤성환, 배영수, 에니스, 전병호, 이상목, 오버뮬러, 션
- 구원투수: 정현욱, 권혁, 안지만, 조현근, 권오원, 차우찬, 권오준, 박성훈, 정홍준, 김문수, 조진호, 김상수
- 마무리투수: 오승환, 백준영, 곽동훈, 백정현, 이동걸, 최원제, 김기태
- 포수: 진갑용, 현재윤, 손승현, 심광호
- 1루수: 채태인, 크루즈, 모상기
- 2루수: 박종호, 김주현, 김경모, 손지환, 김재걸, 신명철
- 유격수: 박진만, 김우석, 손주인
- 3루수: 박석민, 조동찬
- 좌익수: 강봉규, 우동균, 심정수
- 중견수: 박한이, 허승민
- 우익수: 최형우, 김창희, 이영욱
- 지명타자: 양준혁

## 여담
- 심정수는 2005년부터 이때까지 KBO 리그 내 최고 연봉자였다.
- 전병호는 KBO 리그 사상 최초로 통산 보크 10개를 기록했다.
- 정현욱은 규정 이닝을 채우면서 11홀드를 기록해 KBO 리그 역대 단일 시즌 규정 이닝 충족 투수 최다 홀드 기록을 세웠다.
- 심정수는 이 시즌을 끝으로 은퇴하여 KBO 리그 역대 통산 3000타석 타자 중 통산 장타 대비 홈런이 가장 많은(0.57) 타자가 되었다.
- 양준혁은 30대 통산 WAR 46.27로 KBO 리그 역대 30대 타자 중 최고 기록을 세웠다.
- 션은 이 시즌을 끝으로 KBO 리그를 떠나 2000년대 외국인 투수 통산 최저 WAR(-0.79) 기록을 세웠다.
- 우동균은 이 시즌 1군에 데뷔하여 KBO 리그 역대 1군 출전 선수 중 첫 경일대학교 출신 타자가 되었다.
- 박진만은 포스트시즌에서 희생플라이 3개를 쳐 KBO 리그 역대 단일 포스트시즌 최다 희생플라이 기록을 세웠다.